# Sandia Park (Nuevo México)
Sandia Park es un lugar designado por el censo ubicado en el condado de Bernalillo en el estado estadounidense de Nuevo México. En el Censo de 2010 tenía una población de 237 habitantes y una densidad poblacional de 126,22 personas por km².

## Geografía
Sandia Park se encuentra ubicado en las coordenadas 35°9′53″N 106°21′57″O / 35.16472, -106.36583. Según la Oficina del Censo de los Estados Unidos, Sandia Park tiene una superficie total de 1.88 km², de la cual 1.88 km² corresponden a tierra firme y (0%) 0 km² es agua.

## Demografía
Según el censo de 2010, había 237 personas residiendo en Sandia Park. La densidad de población era de 126,22 hab./km². De los 237 habitantes, Sandia Park estaba compuesto por el 97.05% blancos, el 0.42% eran afroamericanos, el 0.42% eran amerindios, el 0.42% eran asiáticos, el 0% eran isleños del Pacífico, el 0% eran de otras razas y el 1.69% pertenecían a dos o más razas. Del total de la población el 10.55% eran hispanos o latinos de cualquier raza.